# طعم الصراصير
طُعم الصراصير هو وسيلة حديثة لمكافحة الآفات تستخدم لإبادة الصراصير في الأماكن المغلقة. فاعلية هذه الطريقة في مكافحة الآفات تستغل نزعات أكل لحوم البشر والصراصير.

## الآلية
تعيش الصراصير في أعشاش. لذلك، فإن قتل عدد قليل من الصراصير التي تتجول في الفخ هو وسيلة غير كافية لمكافحة الآفات. حتى لو تم قتل جميع الصراصير البالغة خارج العش، فإن بعض البيض الحي سيبقى في العش ويفقس في النهاية، مما يؤدي إلى نمو أسي.

## تفشي الصراصير
تكمن المشكلة الرئيسية في السيطرة على تفشي الصراصير في ضمان وصول كمية كافية من المبيدات الحشرية إلى نسبة كبيرة بما يكفي من السكان لإحداث المكافحة. تمت معالجة تفشي الصراصير باستخدام المبيدات الحشرية، والغبار، والمواد الهلامية، والطعوم الرملية، إلخ. قد يتكون طُعم الصراصير من سموم بسيطة، قاتلة من التغذية المباشرة فقط، إلى أحدث المبيدات الحشرية التي تستخدم التأثير السام المتأخر المنقولة، والتي يمكن أن تصل إلى نسبة عالية بشكل كافٍ من تجمعات الصراصير لتحقيق مكافحة فعالة في فترة زمنية قصيرة.

### انتقال ثانوي للطعم السام
تأكل الصراصير براز الصراصير الأخرى وتتغذى على بعضها البعض. بعد تناول جرعة قاتلة من الطعم المتبقي من المبيدات الحشرية المعروف أنها أخرت النشاط السام، تعود الصراصير إلى الملاذ حيث تفرز البراز. يمكن أن يحتوي البراز المحمل بالمبيدات والسوائل والجثة النهائية على ما يكفي من مبيدات الآفات المتبقية لقتل الآخرين في نفس موقع التعشيش. نظرًا لأن الصرصور يتأرجح لساعات أو حتى أيام، فإنه يصيب الصراصير الأخرى في العش، مع انتقال المواد السامة من خلال البراز، ثم يصيب الآخرين. يحدث هذا الانتقال الثانوي من خلال الاتصال المباشر مع آثار الطعم المنتشرة في البيئة عن طريق الصراصير الملوثة أو ابتلاعها. وقد ترسبت هذه الآثار إما عن طريق «الدوس» في البيئة أو على صراصير ملوثة ميتة. يستمر التأثير المتتابع للقضاء على مستعمرات كاملة من التعرض غير المباشر عن طريق ملامسة جثث الصراصير أو برازها أو مخابئها.
مثل هذه الأعشاش، عندما تتلوث بما يكفي من مبيدات الآفات المتبقية عن طريق البراز أو الإفرازات أو الجثث، فإنها توفر مخزونًا مهمًا من مبيدات الآفات، والتي ستكون متاحة لإصابة الأنواع الأخرى. مبيدات الآفات المتبقية بحكم فعاليتها ضد الصراصير، وانتشارها في محطات الطعم الآمنة، والطريقة التي تنتقل بها المادة السامة النشطة إلى الصراصير التي لم تتغذى على الطعم، توفر طريقة فعالة ومتوافقة مع البيئة لمكافحة الصراصير.

### المكونات النشطة
العنصر النشط (AI) هو مادة نشطة بيولوجيًا في مبيد الآفات. للتحكم في الطوائف، قد يحتوي طُعم الصراصير على المكونات الفعالة فيبرونيل 0.05% أو هيدراميثيلنون 2%. كما توجد إصدارات إندوكساكارب. المبيدات المتبقية تحول الصراصير المصابة وسوائلها إلى طُعم. هذه السموم بطيئة المفعول، عند مزجها بطعم، تتيح للحشرة المسمومة وقتًا للعودة إلى المستعمرة أو المأوى وتصيب الآخرين.

#### فيبرونيل
المادة الفعالة فيبرونيل 0.05% تعطل الجهاز العصبي المركزي للحشرة، مما يؤدي إلى موت الصرصور خلال 6 إلى 24 ساعة. تقوم الصراصير التي تعيش معًا بنقل المبيدات الحشرية إلى بعضها البعض عن طريق اللمس. يعمل الفبرونيل كمبيد حشري عند الاتصال وعمل المعدة. قابل للذوبان في الماء بشكل ضئيل ومستقر في درجات الحرارة العادية لمدة عام واحد. فيبرونيل هو جزيء نشط للغاية ومزعج قوي للجهاز العصبي المركزي للحشرات.
طُعم الفبرونيل أكثر فاعلية ويقتل أسرع من هيدراميثيلنون. معدلات الوفيات الناتجة عن الانتقال الثانوي أعلى بالنسبة لطُعم فيبرونيل عنها في طُعم هيدراميثيلنون. الفبرونيل هو «مجموعة ج - مادة مسرطنة محتملة للإنسان» وقد تسبب في أورام الفئران، وخاصة أورام الغدة الدرقية.

#### هيدراميثيلنون
المكون الفعال هيدراميثيلنون 2% يستخدم كمبيد حشري على شكل طُعم للصراصير مما يؤدي إلى الوفاة خلال 2-4 أيام. هيدراميثيلنون يثبط إنتاج طاقة الميتوكوندريا ويؤخر مفعولها، مع عدم حدوث الوفاة بشكل عام لمدة 24 ساعة على الأقل بعد تناول الطُعم. بعد رضعة واحدة، لا توجد أعراض فورية للتسمم، ولكن في غضون ساعات قليلة، تصبح الحشرات خاملة وتتوقف عن الأكل. تتطور هذه الحالة حتى تموت الحشرات في غضون 24 إلى 72 ساعة.
هيدراميثيلنون يقتل الحشرات عن طريق تعطيل إنتاج الطاقة في خلاياها. هيدراميثيلنون هو سم معدي بطيء المفعول (سمية متأخرة) لا يحتاج إلى تناوله ليكون فعالاً. إنه سام للصراصير عن طريق التطبيق الموضعي والابتلاع. تكون بقايا هيدراميثيلنون أقل نشاطًا ضد الصراصير عن طريق التلامس منها عن طريق الابتلاع. السم بطيء المفعول أمر مرغوب فيه، لذا فهي تعيش طويلًا بما يكفي للعودة إلى المستعمرة لتقاسمها مع الصراصير الأخرى. بهذه الطريقة تصيب الصراصير التي أكلت هيدراميثيلنون الصراصير الأخرى التي لم تتعرض مباشرة للطعم. من المعروف أن هيدراميثيلنون يسبب السرطان في الفئران، وخاصة أورام الرحم والغدة الكظرية وسرطان الرئة.

#### إندوكساكارب
هذا المبيد الحشري أكثر سمية بقليل، إلا أنه من الدرجة المهنية وأكثر فاعلية من طُعم الصراصير المذكورة سابقًا.

### حمض البوريك
حمض البوريك ليس طُعمًا في صورة جافة، ولكنه ينتشر على شكل غبار، وهو مادة سامة ومجففة في نفس الوقت. غالبًا ما يصنع حمض البوريك في عجينة. تختلط جاذبات الصراصير بحمض البوريك. إنه مشابه في تناسق معجون الأسنان.
يتكون طعم الصراصير من حمض البوريك من مزيج خاص من الجاذبات. غالبًا ما تُباع هذه المنتجات في مبيدات الحشرات أو دور توريد الآفات. يتم بيعها في معظم متاجر الأجهزة وبعض متاجر تحسين المنازل الكبيرة أو متاجر البيع بالتجزئة. حمض البوريك ضار إذا تم تناوله بكميات كبيرة للإنسان والأطفال والحيوانات الأليفة.[بحاجة لمصدر]

## التنسيب الطعم
تميل الصراصير إلى العيش في مجموعات مع زملائها من الصراصير في أحلك الملاجئ المتاحة. يختارون غريزيًا المناطق الأكثر قتامة على المناطق الأكثر إضاءة. تستقر الصراصير إذا كان المكان خافتًا ومكتظًا بالسكان، وسوف تستخدم قرون الاستشعار الخاصة بها لتشعر بوجود صراصير أخرى.
أفضل طريقة لتحديد مدى نشاط الصراصير وأماكن الاختباء هي البحث عنها ليلاً. الصراصير هي صراصير ليلية، والقليل الذي يتم رؤيته في النهار من المحتمل أن يكون قد اضطر للخروج بسبب الاكتظاظ. علامة محتملة على الإصابة الشديدة. على هذا النحو، من المرجح أن تصادف براز الصراصير (الذي يشبه الفلفل الأسود) أكثر من الصراصير الفعلية نفسها. تفضل الصراصير الحشود والظلام. فهم بسيطون في التفكير، فهم يستخدمون جزأين فقط من المعلومات ليقرروا إلى أين يذهبون. يذهبون إلى حيث توجد معظم الصراصير، وأين تكون أكثر قتامة. إنهم يتصرفون كمجموعة، ويميلون إلى البقاء معًا.
لكي يكون الطُعم فعالًا، يجب وضع الأساليب والتقنيات المناسبة. يجب استخدام الطعوم بالقرب من العش قدر الإمكان. طعم فقط 50 يمكن لبعد سم من العش أن يقلل من كمية الطُعم التي يتم تناولها بمقدار النصف. إذا تم استخدام نفس الكمية من الطُعم لتغطية منطقتين، فإن المنطقة التي بها عدد أكبر من الفخاخ ستلتهم معظم الطُعم. يجب تجنب رش المبيدات الحشرية في مناطق الطُعم، حيث يمكن أن يتسبب ذلك في تلوث الطُعم، وبالتالي من المرجح أن تتجنب الصراصير استهلاكه. يمكن أن تكون الطعوم والمواد الهلامية ومنظمات نمو الحشرات مفيدة في كثير من الحالات.
يُعد وضع الطُعم في العراء بعيدًا عن الحائط غير فعال بشكل أساسي لأن الصراصير تقل احتمالية تحديد موقعه. تم استهلاك ضعف كمية الطعام يوميًا عندما يكون بالقرب من عش بدلاً من 50 سم. توفر كمية صغيرة من الطُعم في العديد من المواقع تحكمًا أفضل من الكميات الكبيرة في مواقع قليلة.